# Liste des circonscriptions parlementaires de Gwynedd
 (décembre 2016).
Le contenu est difficilement compréhensible vu les erreurs de traduction, qui sont peut-être dues à l'utilisation d'un logiciel de traduction automatique.
Il y a quatre circonscription couvrant le Comté préservé de Gwynedd. Ils sont tous des circonscriptions de comté (CC) de la Chambre des communes du Parlement du Royaume-Uni (Westminster), et sont également utilisés pour les élections à l'Assemblée nationale du pays de Galles.
Les limites actuelles sont utilisées depuis l'élection de l'Assemblée galloise de 2007 et les élections générales de 2010.
Le Comté préservé de Gwynedd partage son nom avec le principal area de Gwynedd, bien que le comté préservé couvre également Anglesey.
Pour les élections à l'Assemblée galloise, les circonscriptions sont regroupées en additional member electoral regions, et les changements apportés aux limites des circonscriptions signifient également des changements aux limites régionales.

## Westminster frontières

### Depuis 2010
| Circonscription       | Frontières                                             |
| --------------------- | ------------------------------------------------------ |
| 1. Arfon              | Circonscriptions parlementaires de Gwynedd depuis 2010 |
| 2. Dwyfor Meirionnydd | Circonscriptions parlementaires de Gwynedd depuis 2010 |
| 3. Ynys Môn           | Circonscriptions parlementaires de Gwynedd depuis 2010 |

| Circonscription    | Electorat | Majorité | Membre du Parlement | Membre du Parlement   | Opposition | Opposition                 | Référence cartographique ci-dessus |
| ------------------ | --------- | -------- | ------------------- | --------------------- | ---------- | -------------------------- | ---------------------------------- |
| Arfon              | 42,215    | 2,781    |                     | Hywel Williams ₪      |            | Steffie Williams Roberts ‡ | 1                                  |
| Dwyfor Meirionnydd | 44,362    | 4,740    |                     | Liz Saville Roberts ₪ |            | Tomos Davies †             | 2                                  |
| Ynys Môn           | 51,925    | 1,968    |                     | Virginia Crosbie †    |            | Mary Roberts ‡             | 3                                  |

### 1997 à 2010
| Circonscription                  | Frontières                                            |
| -------------------------------- | ----------------------------------------------------- |
| 1. Caernarfon                    | Circonscriptions parlementaires de Gwynedd avant 2010 |
| 2. Conwy (part)                  | Circonscriptions parlementaires de Gwynedd avant 2010 |
| 3. Meirionnydd Nant Conwy (part) | Circonscriptions parlementaires de Gwynedd avant 2010 |
| 4. Ynys Môn                      | Circonscriptions parlementaires de Gwynedd avant 2010 |

## Changement proposé en 2016
En tant que membre de Sixth Periodic Review of Westminster constituencies, la Commission de délimitation pour le pays de Galles a proposé des changements à presque toutes les circonscriptions actuelles de Welsh Westminster, en donnant à certains d'entre eux des noms en langue galloise.
- Ynys Môn ac Arfon
- Gogledd Clwyd a Gwynedd
- Colwyn and Conwy

## Assemblée frontières

### Depuis 2007
| Circonscription       | Assemblée régionale | Circonscription frontières              |
| --------------------- | ------------------- | --------------------------------------- |
| 1. Arfon              | North Wales         | Assembly constituencies in Gwynedd 2007 |
| 2. Dwyfor Meirionnydd | Mid and West Wales  | Assembly constituencies in Gwynedd 2007 |
| 3. Ynys Môn           | North Wales         | Assembly constituencies in Gwynedd 2007 |

La région du North Wales comprend également sept circonscription de Clwyd.
La région du Mid and West Wales comprend également cinq circonscription de Dyfed et deux circonscriptions de Powys.

### 1999 à 2007
| Circonscription                                | Assemblée régional | Circonscription frontières                  |
| ---------------------------------------------- | ------------------ | ------------------------------------------- |
| 1. Caernarfon CC (Assembly)                    | North Wales        | Assembly constituencies in Gwynedd pre-2007 |
| 2. Conwy CC (Assembly) (part)                  | North Wales        | Assembly constituencies in Gwynedd pre-2007 |
| 3. Meirionnydd Nant Conwy CC (Assembly) (part) | Mid and West Wales | Assembly constituencies in Gwynedd pre-2007 |
| 4. Ynys Môn CC (Assembly)                      | North Wales        | Assembly constituencies in Gwynedd pre-2007 |

## Représentation historique par parti
Avant 1974, ce tableau couvre les comtés historiques de Anglesey, Carnarvonshire et Merionethshire.

### 1832 à 1885
| Circonscription | 1832              | 33                | 33                | 1835              | 36                | 1837        | 1841               | 46                 | 1847               | 1852               | 1857               | 1859               | 1865               | 66                 | 1868           | 70             | 1874               | 1880        | 80       | 82             |
| --------------- | ----------------- | ----------------- | ----------------- | ----------------- | ----------------- | ----------- | ------------------ | ------------------ | ------------------ | ------------------ | ------------------ | ------------------ | ------------------ | ------------------ | -------------- | -------------- | ------------------ | ----------- | -------- | -------------- |
| Anglesey        | Williams-Bulkeley | Williams-Bulkeley | Williams-Bulkeley | Williams-Bulkeley | Williams-Bulkeley | Stanley     | Stanley            | Stanley            | Williams-Bulkeley  | Williams-Bulkeley  | Williams-Bulkeley  | →                  | →                  | →                  | Davies         | Davies         | Davies             | Davies      | Davies   | Davies         |
| Beaumaris       | F. Paget          | F. Paget          | F. Paget          | F. Paget          | F. Paget          | F. Paget    | F. Paget           | F. Paget           | G. Paget           | G. Paget           | Stanley            | →                  | →                  | →                  | →              | →              | Lloyd              | Lloyd       | Lloyd    | Lloyd          |
| Caernarvon      | C. Paget          | Nanney            | C. Paget          | L. Jones-Parry    | L. Jones-Parry    | Hughes      | Hughes             | →                  | →                  | →                  | →                  | C. Wynne           | Hughes             | Hughes             | Hughes         | Hughes         | Hughes             | Hughes      | Hughes   | T. Jones-Parry |
| Caernarvonshire | Smith             | Smith             | Smith             | Smith             | Smith             | Ormsby-Gore | E. Douglas-Pennant | E. Douglas-Pennant | E. Douglas-Pennant | E. Douglas-Pennant | E. Douglas-Pennant | E. Douglas-Pennant | E. Douglas-Pennant | G. Douglas-Pennant | T. Jones-Parry | T. Jones-Parry | G. Douglas-Pennant | C. Williams | Rathbone | Rathbone       |
| Merionethshire  | Vaughan           | Vaughan           | Vaughan           | Vaughan           | Richards          | Richards    | Richards           | Richards           | Richards           | W. W. Wynne        | W. W. Wynne        | W. W. Wynne        | W. R. Wynne        | W. R. Wynne        | D. Williams    | Holland        | Holland            | Holland     | Holland  | Holland        |

### 1885 à 1950
| Circonscription                              | 1885        | 1886       | 90              | 1892            | 1895            | 99              | 00              | 06              | 06              | janvier 1910    | décembre 1910   | 15              | 1918        | 1922        | 23          | 1923        | 24          | 1929            | 1931        | 1935        | 45          | 1945        |
| -------------------------------------------- | ----------- | ---------- | --------------- | --------------- | --------------- | --------------- | --------------- | --------------- | --------------- | --------------- | --------------- | --------------- | ----------- | ----------- | ----------- | ----------- | ----------- | --------------- | ----------- | ----------- | ----------- | ----------- |
| Anglesey                                     | R. Davies   | Lewis      | Lewis           | Lewis           | Ellis-Griffith  | Ellis-Griffith  | Ellis-Griffith  | Ellis-Griffith  | Ellis-Griffith  | Ellis-Griffith  | Ellis-Griffith  | Ellis-Griffith  | O. Thomas   | O. Thomas   | R. Thomas   | R. Thomas   | R. Thomas   | M. Lloyd George | →           | →           | →           | →           |
| Arfon (1885–1918) / Carnarvonshire (1918–50) | Rathbone    | Rathbone   | Rathbone        | Rathbone        | W. Jones        | W. Jones        | W. Jones        | W. Jones        | W. Jones        | W. Jones        | W. Jones        | Rees            | Breese      | R. Jones    | R. Jones    | Owen        | Owen        | Owen            | →           | →           | →           | G. Roberts  |
| Carnarvon                                    | Jones-Parry | Swetenham  | D. Lloyd George | D. Lloyd George | D. Lloyd George | D. Lloyd George | D. Lloyd George | D. Lloyd George | D. Lloyd George | D. Lloyd George | D. Lloyd George | D. Lloyd George | →           | →           | →           | →           | →           | →               | →           | →           | S. Davies   | Price-White |
| Merionethshire                               | Robertson   | Ellis      | Ellis           | Ellis           | Ellis           | Edwards         | Williams        | Williams        | Williams        | Haydn Jones     | Haydn Jones     | Haydn Jones     | Haydn Jones | Haydn Jones | Haydn Jones | Haydn Jones | Haydn Jones | Haydn Jones     | Haydn Jones | Haydn Jones | Haydn Jones | E. Roberts  |
| Eifion                                       | J. Roberts  | J. Roberts | J. Roberts      | J. Roberts      | J. Roberts      | J. Roberts      | J. Roberts      | J. Roberts      | E. Davies       | E. Davies       | E. Davies       | E. Davies       |             |             |             |             |             |                 |             |             |             |             |

### 1950 à aujourd'hui
| Circonscription                                                  | 1950         | 1951       | 1955       | 1959       | 1964       | 1966       | 1970       | Fev 1974   | Oct 1974   | 1979       | 1983       | 1987       | 1992       | 1997        | 2001        | 2005        | 2010               | 2015               | 2017               | 2019               |
| ---------------------------------------------------------------- | ------------ | ---------- | ---------- | ---------- | ---------- | ---------- | ---------- | ---------- | ---------- | ---------- | ---------- | ---------- | ---------- | ----------- | ----------- | ----------- | ------------------ | ------------------ | ------------------ | ------------------ |
| Anglesey / Ynys Môn (1983–)                                      | Lloyd George | Hughes     | Hughes     | Hughes     | Hughes     | Hughes     | Hughes     | Hughes     | Hughes     | Best       | Best       | Wyn Jones  | Wyn Jones  | Wyn Jones   | Owen        | Owen        | Owen               | Owen               | Owen               | Crosbie            |
| Caernarfon / Arfon (2010–)                                       | G. Roberts   | G. Roberts | G. Roberts | G. Roberts | G. Roberts | G. Roberts | G. Roberts | Wigley     | Wigley     | Wigley     | Wigley     | Wigley     | Wigley     | Wigley      | H. Williams | H. Williams | H. Williams        | H. Williams        | H. Williams        | H. Williams        |
| Merionethshire / Meirionnydd Nant Conwy (1983) / Dwyfor M (2010) | E. Roberts   | T. Jones   | T. Jones   | T. Jones   | T. Jones   | Edwards    | Edwards    | Thomas     | Thomas     | Thomas     | Thomas     | Thomas     | Llwyd      | Llwyd       | Llwyd       | Llwyd       | Llwyd              | Saville-Roberts    | Saville-Roberts    | Saville-Roberts    |
| Conway                                                           | W. Jones     | Thomas     | Thomas     | Thomas     | Thomas     | Davies     | W. Roberts | W. Roberts | W. Roberts | W. Roberts | W. Roberts | W. Roberts | W. Roberts | B. Williams | B. Williams | B. Williams | déplacé vers Clwyd | déplacé vers Clwyd | déplacé vers Clwyd | déplacé vers Clwyd |